# The Ultimate Fighter 1
The Ultimate Fighter 1（ジ・アルティメット・ファイター・ワン）は、アメリカ合衆国のリアリティ番組「The Ultimate Fighter」の第1シーズンとして2005年1月17日から4月9日にかけて放送されたテレビ番組である。
本シーズンではライトヘビー級（-93.0kg）とミドル級（-83.9kg）の各8名、計16名の選手がランディ・クートゥアとチャック・リデルのコーチの下、合宿所で共同生活を送りながらトレーニングを受け、UFCとの正式契約を賭けた勝ち残りトーナメント戦を行った。
2005年4月9日、番組のフィナーレとして、ネバダ州ラスベガスのコックス・パビリオンでUFCの大会である「The Ultimate Fighter 1 Finale」が開催された。

## シーズン概要
本シーズンでは、コーチによるドラフトでチーム分けが行われた各階級8人の選手が、敗者脱落方式の試合を各階級4人になるまで行い、トーナメントで優勝者を決定した。
最終的にライトヘビー級はフォレスト・グリフィン（チーム・リデル）とステファン・ボナー（チーム・クートゥア）、ミドル級はディエゴ・サンチェス（チーム・リデル）とケニー・フロリアン（チーム・クートゥア）が勝ち残り決勝に進出した。

## キャスト

### チーム・リデル
コーチ
チャック・リデル
ライトヘビー級選手
ボビー・サウスワース、サム・ホーガー、フォレスト・グリフィン、アレックス・ショーナウアー
ミドル級選手
ジョシュ・コスチェック、ディエゴ・サンチェス、ケニー・フロリアン、ジョシュ・ラファーティ

### チーム・クートゥア
コーチ
ランディ・クートゥア
ライトヘビー級選手
ステファン・ボナー、マイク・スウィック、ロデューン・シンケイド、ジェイソン・タッカー
ミドル級選手
ネイサン・クォーリー、クリス・リーベン、アレックス・カラレクシス、クリス・サンフォード

### ホスト役
- ダナ・ホワイト
- ウィラ・フォード

## エピソード

### エピソード3
- ○ボビー・サウスワース（2R 0:14 KO）×ロデューン・シンケイド 【ライトヘビー級】

### エピソード4
- ○ディエゴ・サンチェス（1R 1:47 チョークスリーパー）×アレックス・カラレクシス 【ミドル級】

### エピソード6
- ○ジョシュ・コスチェック（5分2R終了 判定3-0）×クリス・リーベン 【ミドル級】

### エピソード7
- ○ステファン・ボナー（5分2R終了 判定2-1）×ボビー・サウスワース 【ライトヘビー級】

### エピソード8
- ○ディエゴ・サンチェス（1R 1:48 チョークスリーパー）×ジョシュ・ラファーティ 【ミドル級】

### エピソード9
- ○フォレスト・グリフィン（1R 1:20 ギブアップ:打撃）×アレックス・ショーナウアー 【ライトヘビー級】

### エピソード10
- ○ケニー・フロリアン（2R 3:11 TKO（ドクターストップ:カット））×クリス・リーベン 【ミドル級】

### エピソード11
- ○ディエゴ・サンチェス（5分3R終了 判定2-1）×ジョシュ・コスチェック 【ミドル級】

### エピソード12
- ○フォレスト・グリフィン（2R 1:05 TKO）×サム・ホーガー 【ライトヘビー級】
- ○ステファン・ボナー（1R 4:58 腕ひしぎ三角固め）×マイク・スウィック 【ライトヘビー級】

## トーナメント
- 太字が試合の勝者

### ライトヘビー級
|  | 準決勝                 | 準決勝             |    |  | 決勝 | 決勝 |
|  |                        |                    |    |  |      |      |
|  |                        |                    |    |  |      |      |
|  | サム・ホーガー         | 2R                 |    |  |      |      |
|  | フォレスト・グリフィン | TKO                |    |  |      |      |
|  |                        |                    |    |  |      |      |
|  | フォレスト・グリフィン | 3R                 |    |  |      |      |
|  |                        | ステファン・ボナー | UD |  |      |      |
|  |                        |                    |    |  |      |      |
|  | ステファン・ボナー     | 1R                 |    |  |      |      |
|  | マイク・スウィック     | SUB                |    |  |      |      |

  チーム・リデル /   チーム・クートゥア

### ミドル級
|  | 準決勝                 | 準決勝             |     |  | 決勝 | 決勝 |
|  |                        |                    |     |  |      |      |
|  |                        |                    |     |  |      |      |
|  | ジョシュ・コスチェック | 3R                 |     |  |      |      |
|  | ディエゴ・サンチェス   | SD                 |     |  |      |      |
|  |                        |                    |     |  |      |      |
|  | ディエゴ・サンチェス   | 1R                 |     |  |      |      |
|  |                        | ケニー・フロリアン | TKO |  |      |      |
|  |                        |                    |     |  |      |      |
|  | ケニー・フロリアン     | 2R                 |     |  |      |      |
|  | *クリス・リーベン      | TKO                |     |  |      |      |

  チーム・リデル /   チーム・クートゥア
※ ネイサン・クォーリーはケニー・フロリアンと対戦が組まれていたが怪我によりクリス・リーベンと交代